# Cmentarz Kolodějski
Cmentarz Kolodějski (cz. Kolodějský hřbitov) – cmentarz położony w stolicy Czech w dzielnicy Praga 9 (Koloděje) przy ulicy Lupenickiej.

## Historia
Cmentarz został założony równocześnie z rozpoczęciem budowy kościoła Podwyższenia Krzyża Świętego w 1806. Kamień węgielny pod budowę świątyni złożono 24 sierpnia 1806, a konsekracja miała miejsce 18 czerwca 1807. W 1884 złożono tu szczątki ekshumowane podczas likwidacji Cmentarza Újezdskiego. Obecnie na cmentarzu najstarsze zachowane groby pochodzą z końca XIX wieku. Cmentarz jest podzielony na część starą i nową, stara znajduje się na południowym wschodzie i znajduje się tam budynek kostnicy. Przy głównej alei stoi pamiątkowy krzyż. Nowa część znajduje się północnym zachodzie, poza grobami tradycyjnymi umieszczono tu kolumbarium oraz ogród pamięci. Przy wejściu na cmentarz znajdują się dwa groby ofiar powstania majowego, a za nimi poległych w I wojnie światowej.